# Heterogeneidad inobservable
En Estadística y Econometría, se conoce como heterogeneidad inobservable al error que se produce al no disponer de alguna o algunas variables en el estudio dado su carácter de inobservabilidad, pero que están correlacionadas con las variables observables. 
Existen diversos métodos que permiten obtener inferencias estadísticas válidas aun en presencia de heterogeneidad inobservable. Entre otros: el método de variables instrumentales, el modelo multinivel, los modelos de efectos fijos y efectos aleatorios, o el modelo de Heckman de corrección de error.
- Datos: Q16574880